# Joseph Beaudreau
Pour les articles homonymes, voir Beaudreau.
 (avril 2024).
Si vous disposez d'ouvrages ou d'articles de référence ou si vous connaissez des sites web de qualité traitant du thème abordé ici, merci de compléter l'article en donnant les références utiles à sa vérifiabilité et en les liant à la section « Notes et références ».
Joseph Beaudreau (17 mars 1826 - 5 octobre 1869) était un agriculteur et une personnalité politique du Québec. Il représente Richelieu à l'Assemblée législative de la province du Canada de 1861 à 1863, puis Richelieu à l'Assemblée législative du Québec) de 1867 à 1869 en tant que député conservateur.
Il est né à Sorel (aujourd'hui fusionné dans Sorel-Tracy), au Bas-Canada, de Pierre Beaudreau, dit Graveline et de Marie-Anne Dupré. Il exploite une ferme à Saint-Aimé. Il se marie deux fois : avec Élisabeth Perron en 1845 et avec Marie Moreault en 1867. Il est maire de Saint-Aimé. Il est défait lorsqu'il se présente à l'Assemblée législative de la province du Canada en 1863.